# Юсуф-тегін
Юсуф-тегін (д/н — 1042) — тегін (володар) Мавераннахра в 1034—1038 роках.

## Життєпис
Походив з династії Караханідів, Гасанідської гілки. Син Алі-тегіна, володаря Мавераннахру. 1034 рокуспадкувавбатькові. Розділив владу з братом Арсланом. Проте вже через рік панував самостійно, тож останній помер або був вбитий Юсуфом. Змусив родича Ібрагіма ібн Насра тікати до Узгена.
Вступив у союз з хорезмшахом Ісмаїлом Ханданом проти Газневідів. Також вимушенбувборотися з родичем Хусейном Чагри-тегіном.
Поразка Хамдана від Шахмеліка Барані, вождя огузів, у 1038 році негативно відбилося на становищі Юсуф-тегіна. Проти нього виступив Мухаммад Карахан. Того ж року Юсуф-тегін зазнав поразки від Шихаб ад-Діна Сулеймана ібн Гасана, володаря Фергани. Але невдовзі останній був переможений Ібрагімом (братом Мухаммада Карахана), що захопив Бухару і Самарканд. Проте Юсуф продовжував з ним війну. 1041 року відвоював Бухару, але до кінця року її знову втратив. Боровся з Ібрагімом до своєї смерті у 1042 році.